# Santa-Maria-Poggio
 Santa-Maria-Poggio  là một xã ở tỉnh Haute-Corse trên đảo Corse, Pháp. Xã này có diện tích 10,28 km², dân số năm 1999 là 629 người. Khu vực này có độ cao 300 mét trên mực nước biển.